# Radosav Petrović
Pour les articles homonymes, voir Petrović.
Radosav « Raća » Petrović (en serbe en écriture cyrillique : Радосав « Раћа » Петровић), né le 8 mars 1989 à Ub, est un footballeur international serbe. Il évolue actuellement au Real Saragosse au poste de milieu défensif.
Il fait partie des 23 joueurs serbes sélectionnés pour participer à la coupe du monde 2010. Alors qu'il était pressenti du côté du Vitesse Arnhem, il s'engage finalement avec Blackburn Rovers en août 2011. Après avoir joué à l'UD Almería, il signe en 2021 au Real Saragosse.

## Palmarès
Partizan Belgrade
- Champion de Serbie en 2009, 2010 et 2011.
- Vainqueur de la Coupe de Serbie en 2009 et 2011.

 Dynamo Kiev
- Champion d'Ukraine en 2016.